# Oman aux Jeux olympiques d'été de 2016
Oman participe aux Jeux olympiques d'été de 2016 à Rio de Janeiro.

## Athlétisme

### Hommes
| Athlète           | Épreuve    | Séries   | Séries | Quarts de finale | Quarts de finale | Demi-finales | Demi-finales | Finale   | Finale  |
| Athlète           | Épreuve    | Résultat | Rang   | Résultat         | Rang             | Résultat     | Rang         | Résultat | Rang    |
| ----------------- | ---------- | -------- | ------ | ---------------- | ---------------- | ------------ | ------------ | -------- | ------- |
| Barakat al-Harthi | 100 mètres | 12 s 30  | 3e     | 10 s 22          | 3e               | Éliminé      | Éliminé      | Éliminé  | Éliminé |

### Femmes
| Athlète                       | Épreuve    | Séries   | Séries | Quarts de finale | Quarts de finale | Demi-finales | Demi-finales | Finale   | Finale   |
| Athlète                       | Épreuve    | Résultat | Rang   | Résultat         | Rang             | Résultat     | Rang         | Résultat | Rang     |
| ----------------------------- | ---------- | -------- | ------ | ---------------- | ---------------- | ------------ | ------------ | -------- | -------- |
| Mazoon Khalfan Saleh Al Alawi | 100 mètres | NC       | NC     | 12 s 43          | 8e               | Éliminée     | Éliminée     | Éliminée | Éliminée |

## Tir
| Athlète             | Compétition                         | Qualification | Qualification | Finale | Finale |
| Athlète             | Compétition                         | Points        | Rang          | Points | Rang   |
| ------------------- | ----------------------------------- | ------------- | ------------- | ------ | ------ |
| Hamed Said Alkhatri | Carabine à 50 m 3 positions hommes  |               |               |        |        |
| Wadha Al Balushi    | Pistolet à 10 m air comprimé femmes | 379           | 26e           | NC     | NC     |